# Betaïne (stofklasse)

Structuurformule van trimethylglycine.

Een betaïne is in de organische chemie een stofklasse van verbindingen, waarbij in de structuur zowel een formele positieve als een formele negatieve lading voorkomt. Het molecuul zelf is elektrisch neutraal. Anders dan bij een zwitterion kan geen intramoleculaire protonentransfer plaatsvinden om deze ladingen ongedaan te maken. De formele ladingen zijn bijgevolg permanent aanwezig. Voorbeelden van betaïnes zijn trimethylglycine en de oppervlakteactieve stof cocamidopropylbetaïne. Trimethylglycine was de eerste geïsoleerde dergelijke verbinding en werd oorspronkelijk ook benoemd als betaïne. De benaming betaïne is afkomstig van de plant waaruit deze stof werd geïsoleerd, namelijk de suikerbiet (Beta vulgaris).
Betaïnes behoren tot de groep der dipolaire verbindingen. In bepaalde biologische systemen dienen ze als osmolyt, verbindingen die cellen tegen osmotische druk, droogte, hoge saliniteit en hoge temperatuur beschermen.

## Structuur
Het positieve gedeelte is meestal een onium-ion, zoals een quaternair ammoniumgedeelte of een fosfoniumgedeelte. Deze laatste vormen een intermediair in de Wittig-reactie.